# 持続可能な恋ですか?〜父と娘の結婚行進曲〜
『持続可能な恋ですか?〜父と娘の結婚行進曲〜』（じぞくかのうなこいですか ちちとむすめのけっこんこうしんきょく）は、2022年4月19日から6月21日までTBS系「火曜ドラマ」枠で放送されたテレビドラマ。主演は上野樹里。公式な略称は『じぞ恋』。

## キャスト

### 主要人物
沢田杏花（さわだ きょうか）
演 - 上野樹里
ヨガインストラクター。
父と共に婚活を行うことになる。
沢田林太郎（さわだ りんたろう）
演 - 松重豊（若かりし頃：細田善彦（第9話））
杏花の父。日本語学者で辞書の編纂を行っている。
妻を亡くしており、彼女が離婚届を残していたことで、娘を巻き込む形で婚活を始める。
東村晴太（ひがしむら せいた）
演 - 田中圭
杏花が起業セミナーの場で出会う男性。
バツイチで、7歳の息子を持つシングルファーザー。
不破颯（ふわ はやて）
演 - 磯村勇斗
杏花の幼馴染。民間学童保育の指導員。
あるきっかけで杏花と18年ぶりに再会する。
日向明里（ひなた あかり）
演 - 井川遥
林太郎が婚活パーティで出会う女性。整形外科医。
東村虹朗（ひがしむら にじろう）
演 - 鈴木楽
晴太の息子。
沢田陽子（さわだ ようこ）
演 - 八木亜希子（若かりし頃：見上愛（第9話））
杏花の母。2年前に他界。
ヴァネッサ・夏子・グラント（ヴァネッサ なつこ グラント）
演 - 柚希礼音
杏花が勤めるヨガスタジオのオーナー。
大石理歩（おおいし りほ）
演 - 水崎綾女
杏花の親友。
浅木鈴（あさぎ すず）
演 - 清水くるみ
杏花の親友。長年同棲している彼氏との結婚問題に悩む。
児玉千尋（こだま ちひろ）
演 - 武田玲奈
林太郎の担当編集者。
青山健心（あおき けんしん）
演 - 鈴木康介
杏花の後輩ヨガスタジオスタッフ。
MIKAKO
演 - ゆりやんレトリィバァ
ヨガスタジオのカリスマインストラクター。
高見沢安奈（たかみざわ あんな）
演 - 瀧内公美
晴太の元妻。

### ゲスト

#### 第2話
瀬川幸也
演 - じろう（シソンヌ）
「お見合いAI」が選んだ杏花の相手。

#### 第4話
足立瞳
演 - MEGUMI
カップルジムの経営者。
木村卓
演 - 遠藤たつお（第10話)
河野博人
演 - 長野克弘（第10話)
林太郎の同僚。

#### 第5話
北野円
演 - 信川清順

## スタッフ
- 脚本 - 吉澤智子[2]
- 音楽 - 髙見優、信澤宣明
- 主題歌 - 幾田りら「レンズ」（ソニー・ミュージックエンタテインメント）[10]
- ヨガ監修 - 密山礼巳
- 婚活監修 - エクシオ
- 辞書編集監修 - 飯間浩明
- 医療監修 - 中村格子
- プロデューサー - 中島啓介、吉藤芽衣
- 演出 - 土井裕泰、山室大輔、小牧桜、加藤亜季子
- 製作著作 - TBS

## 放送日程
| 話数                                                                        | 放送日  | サブタイトル                                                    | 演出       | 視聴率 |
| --------------------------------------------------------------------------- | ------- | --------------------------------------------------------------- | ---------- | ------ |
| 第1話                                                                       | 4月19日 | 結婚願望ゼロ33才娘 父とダブル婚活始めます!? 乱れ咲く春の純恋愛! | 土井裕泰   | 8.9%   |
| 第2話                                                                       | 4月26日 | 友達以上の関係性!? 子の恋心、親知らず                           | 土井裕泰   | 7.6%   |
| 第3話                                                                       | 5月03日 | 好きな人のウラの顔!? 奪われた父娘の恋心                         | 山室大輔   | 7.2%   |
| 第4話                                                                       | 5月10日 | 最後の夜… サヨナラ私の一番大切なヒト                            | 小牧桜     | 7.7%   |
| 第5話                                                                       | 5月17日 | 父と娘と母の旅立ち 一番会いたいアナタに                         | 土井裕泰   | 7.5%   |
| 第6話                                                                       | 5月24日 | 二人の夜に大告白!? 燃え盛る父娘の恋心                           | 土井裕泰   | 7.4%   |
| 第7話                                                                       | 5月31日 | 結婚を前提としない交際開始!! 諦めない男の逆襲!                  | 加藤亜季子 | 7.7%   |
| 第8話                                                                       | 6月07日 | 父娘のダブル告白!? 私が選ぶ新しい世界                           | 小牧桜     | 7.5%   |
| 第9話                                                                       | 6月14日 | 満月のプロポーズ! 父と娘34年愛の奇跡                            | 土井裕泰   | 8.0%   |
| 最終話                                                                      | 6月21日 | 完結〜私の最終決断 父娘愛が起こす奇跡                           | 土井裕泰   | 8.5%   |
| 平均視聴率 7.8%（視聴率はビデオリサーチ調べ、関東地区・世帯・リアルタイム） |         |                                                                 |            |        |

## スピンオフドラマ
『カリスマヨガインストラクターMIKAKOの持続不可能な恋ですが』（カリスマヨガインストラクターみかこのじぞくふかのうなこいですが）のタイトルで、5月10日の本編第4話放送終了後より動画配信サービスParaviにて配信（全5話）。ゆりやんレトリィバァ演じるカリスマヨガインストラクター・MIKAKOがAI婚活でマッチングしたイケメン男性とドライブデートするという内容。

### スタッフ（スピンオフドラマ）
- 演出 - 大谷裕
- プロデュース - 吉藤芽衣、中島啓介
- 製作著作 - TBS

### 配信日程（スピンオフドラマ）
| 各話 | 配信日  | サブタイトル                                                   | ゲスト     |
| ---- | ------- | -------------------------------------------------------------- | ---------- |
| #1   | 5月10日 | 天然癒し系8頭身年下男子と湾岸ドライブデートの場合              | 中川勝就   |
| #2   | 5月24日 | ポジティブ赤髪ラップ男子と東京名所ドライブデートの場合         | 本田康祐   |
| #3   | 6月07日 | 2.5枚目イケメン男子と千葉湾岸ドライブデートの場合              | 小野塚勇人 |
| #4   | 6月14日 | 年下あざと系イケメン俳優と東京〜横浜首都高ドライブデートの場合 | 太田将熙   |
| #5   | 6月21日 | 王子様系イケメンと横浜1周夜景ドライブデートの場合              | 飯島寛騎   |